# Лаврова, Татьяна Евгеньевна
Татья́на Евге́ньевна Лавро́ва (настоящая фамилия — Андрика́нис; 7 июня 1938, Москва — 16 мая 2007, Москва) — советская и российская актриса театра и кино. Народная артистка РСФСР (1988).

## Биография
Выросла в семье, где оба родителя работали в кинематографе. В 12-летнем возрасте пережила развод родителей, что оставило глубокий след в её душе.
Для работы в театре взяла псевдоним. Друзья написали разные фамилии на листках, и Андриканис наугад вытянула фамилию Лаврова.
В 1955—1959 годах обучалась в Школе-студии при МХАТ (курс В. Станицына)
В 1959—1961 годах и с 1978 года — актриса МХАТа. В 1961—1978 годах — актриса «Современника».
Всесоюзную славу Лавровой принесла главная роль Лёли в картине Михаила Ромма «Девять дней одного года».
В 1990-х изредка появлялась на экранах. В 2000-х тоже вышли несколько лент с её участием.
В 2002 году удостоилась премии «Ника» за лучшую женскую роль второго плана в ленте «Кино про кино».
В начале мая 2007 года была госпитализирована с бронхитом в московскую больницу № 19. Лаврова была курильщицей, врачи заподозрили у неё рак желудка. Лаврова потребовала перевести её в больницу № 57, где у неё была обнаружена пневмония. Через неделю,16 мая, Лаврова скончалась вследствие двусторонней пневмонии, год не дожив до своего 70-летнего юбилея.
Похоронена в Москве на Троекуровском кладбище (уч. 7а).

## Семья
Отец — Евгений Андриканис (1909—1993), кинооператор, режиссёр-документалист, народный артист РСФСР. Мать — Галина Кузьминична Пышкова (1913—1987), кинооператор («Песня о Кольцове», «Испытательный срок»).
Внучатая племянница Николая Шмита — революционера, участника Первой русской революции 1905 года, члена РСДРП.
Правнучатая племянница Алексея Морозова — промышленника и коллекционера.
Двоюродная праправнучатая племянница Саввы Морозова — предпринимателя и мецената.
Первый фактический муж — Евгений Яковлевич Урбанский (1932—1965), советский актёр театра и кино, с которым она прожила 7 лет. В него влюбилась студенткой. Он был старше на 6 лет, играл на сцене Московского драмтеатра имени К. С. Станиславского и был женат. Поселились в театральном общежитии, потом жили за ширмой в коммуналке, где жила бабушка Лавровой. Гражданский брак распался, как только актриса узнала об измене Урбанского. Урбанский погиб 5 ноября 1965 года на съёмках фильма «Директор».
Второй муж — Олег Даль (1941—1981), актёр театра и кино, брак продлился полгода. Познакомились на сцене театра «Современник».
Третий муж — Владимир Михайлов (род. 1939), футболист клуба «Торпедо». Лаврова ушла от мужа, забрав сына.
- Сын — Владимир Владимирович (род.1967). Взял сценическую фамилию матери — Лавров, став скульптором и дизайнером[5].
  - Внучки  — Евгения и Аглая.

С 1965 года был длительный роман с женатым поэтом Андреем Вознесенским (1933—2010). После окончательного расставания Вознесенский написал в 1977 году сагу о «карих вишнях» — «Я тебя никогда не забуду».

## Награды и звания
- 1974 — заслуженная артистка РСФСР
- 1988 — народная артистка РСФСР
- 1998 — орден Почёта[6]
- 1975 — приз «Серебряная нимфа» на Международном фестивале телефильмов в Монте-Карло (фильм «Вылет задерживается»)
- 2002 — приз кинофестиваля «Созвездие» Гильдии актёров России (фильм «Кино про кино»).
- 2003 — премия «Ника» за лучшую женскую роль второго плана (фильм «Кино про кино»).

## Творчество

### «Современник» (1961—1976)
- 1961 — «Двое на качелях» У. Гибсона — Гитель Моска
- 1961 — «Вечно живые» В. Розова — Варя
- 1962 — «Старшая сестра» А. Володина — Надя
- 1963 — «Без креста» по повести В. Тендрякова — …
- 1964 — «Пятая колонна» Э. Хемингуэя — Дороти
- 1965 — «В день свадьбы» В. Розова — Клава
- 1968 — «На дне» М. Горького — Настя
- 1970 — «Чайка» А. П. Чехова — Полина Андреевна
- 1971 — «Валентин и Валентина» М. Рощина — Женя
- 1972 — «С любимыми не расставайтесь» А. Володина — Катя
- 1975 — «Вечно живые» В. Розова — Монастырская
- 1975 — «Эшелон» М. Рощина — Лавра
- 1976 — «Вишнёвый сад» А. П. Чехова — Раневская

### МХАТ(1958—2004)
- 1958 — «Юпитер смеётся» А. Кронина — Мэри Меррей
- 1960 — «Чайка» А. П. Чехова — Нина Заречная
- 1960 — «Точка опоры» С. Алёшина — Аркадина
- 1980 — «Чайка» А. П. Чехова — Аркадина
- 1981 — «Наедине со всеми» А. Гельмана — Наташа Голубева
- 1981 — «Так победим!» М. Шатрова — Варвара Михайловна
- 1986 — «Серебряная свадьба» А. Мишарина — Аглая
- 1987 — «Колея» В. Арро — Нелли
- 1987 — «Перламутровая Зинаида» М. Шатрова — Актриса
- 1988 — «Московский хор» Л. Петрушевской — Люба
- 1989 — «Варвары» М. Горького — Надежда Монахова
- 1991 — «Трагики и комедианты» В. Арро — Ирина
- 1992 — «Молочный фургон не останавливается больше здесь» Т. Уильямса — миссис Гофорд
- 1994 — «За зеркалом» Е. Греминой — Графиня Брюс
- 1994 — «Мишин юбилей», по пьесе А. Гельмана и Р. Нельсона — Катя
- 1999 — «И свет во тьме светит» Л. Н. Толстого — княгиня Черемшанова
- 2001 — «Венецианский антиквар» К. Гольдони — Графиня Изабелла
- 2002 — «Нули» П. Когоута — Графиня
- 2004 — «Кошки-мышки» И. Эркеня — Паула

### Радиоспектакли
- 1981 — «Чайка» А. П. Чехова. Режиссёр: Олег Ефремов — Аркадина

### Фильмография
- 1947 — Марите — одноклассница главной героини (эпизод)
- 1959 — Песня о Кольцове — Варя Лебедева
- 1960 — Испытательный срок — Варя Ожерельева
- 1961 — Девять дней одного года — Лёля
- 1965 — Время, вперёд! — Клава
- 1965 — Строится мост — Соня Сапожкова
- 1967 — Таинственная стена — Лена, невеста Ломова
- 1969 — Остров Волчий — Татьяна
- 1971 — Вся королевская рать — Сэди
- 1974 — Вылет задерживается — Ольга Васильевна Шеметова
- 1975 — Бегство мистера Мак-Кинли — миссис Перкинс
- 1975 — Меняю собаку на паровоз — мама Алика
- 1975 — Факт биографии — Людмила Викторовна
- 1976 — Дневной поезд — Лида, подруга Веры
- 1976 — Дни хирурга Мишкина — Нина
- 1976 — Середина жизни — Алла Раскатова
- 1979 — Активная зона — Инна Берестова
- 1979 — Вторая весна — Серафима Леонидовна, жена Нестерова
- 1982 — Голос — Ахтырская
- 1983 — Долгая дорога к себе — Таня
- 1983 — Последний довод королей — Миллисент Морган
- 1987 — К расследованию приступить — Анисимова
- 1988 — Трагедия в стиле рок — Тома, подруга Дмитрия Ивановича Бодрова
- 1990 — Система «Ниппель» — Софья Леонидовна
- 1993 — Вишнёвый сад
- 1997 — Кризис среднего возраста — сумасшедшая
- 1998 — Чехов и Ко — Ольга Дмитриевна, супруга хирурга
- 2002 — Дневник убийцы — Зинаида Гиппиус
- 2002 — Кино про кино — Татьяна Юрьевна
- 2002 — Превращение — мать
- 2003 — Другая жизнь — баба Валя (мать Алёны)

#### Телеспектакли
- 1976 — В одном микрорайоне (телеспектакль) — Надя
- 1978 — Эцитоны бурчелли  (телеспектакль) — Серафима
- 1982 — Мегрэ колеблется — мадам Парандон